# 圣方济各堂 (圣地亚哥)

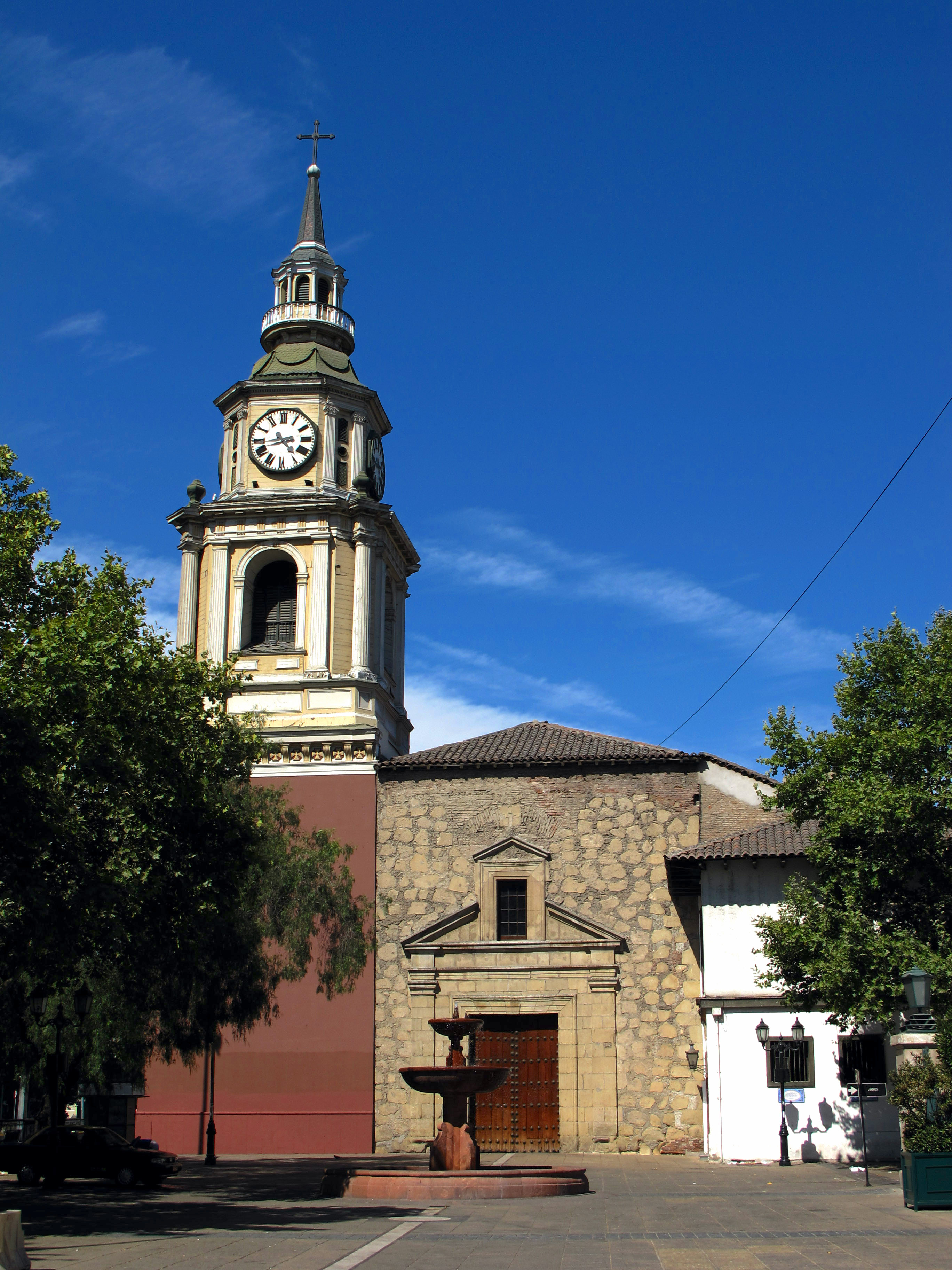

圣方济各堂（Spanish: Iglesia de San Francisco)是一座方济各会教堂，位于智利圣地亚哥市中心的贝尔纳多·奥希金斯将军解放者大道（Avenida Libertador General Bernardo O'Higgins）。这座教堂以及附近的修道院，是智利最古老的殖民时代建筑之一。它抵抗了大约15次超过7级的地震。。

## 历史
这座教堂于1622年祝圣。 第一座钟楼于1647年在圣地亚哥地震中被摧毁倒塌，又导致咏经席部分受损。 建筑的其他部分幸存下来。1730年，重建的钟楼又在另一次地震中严重受损，于1751年拆除。目前的钟楼属于维多利亚式建筑，建于19世纪中期，由建筑师 Fermín Vivaceta 设计，拥有独特的时钟。。
在20世纪早期，修道院的一部分被出售并拆除，用于建设巴黎-伦敦街区。另一部分现在是殖民博物馆。（Museo Colonial）

## 建筑
教堂的拉丁十字平面，后来增加了侧廊，形成了矩形平面。主立面已经改建了三次。中殿采用格子天花板，穆德哈尔风格，始建于1615年。

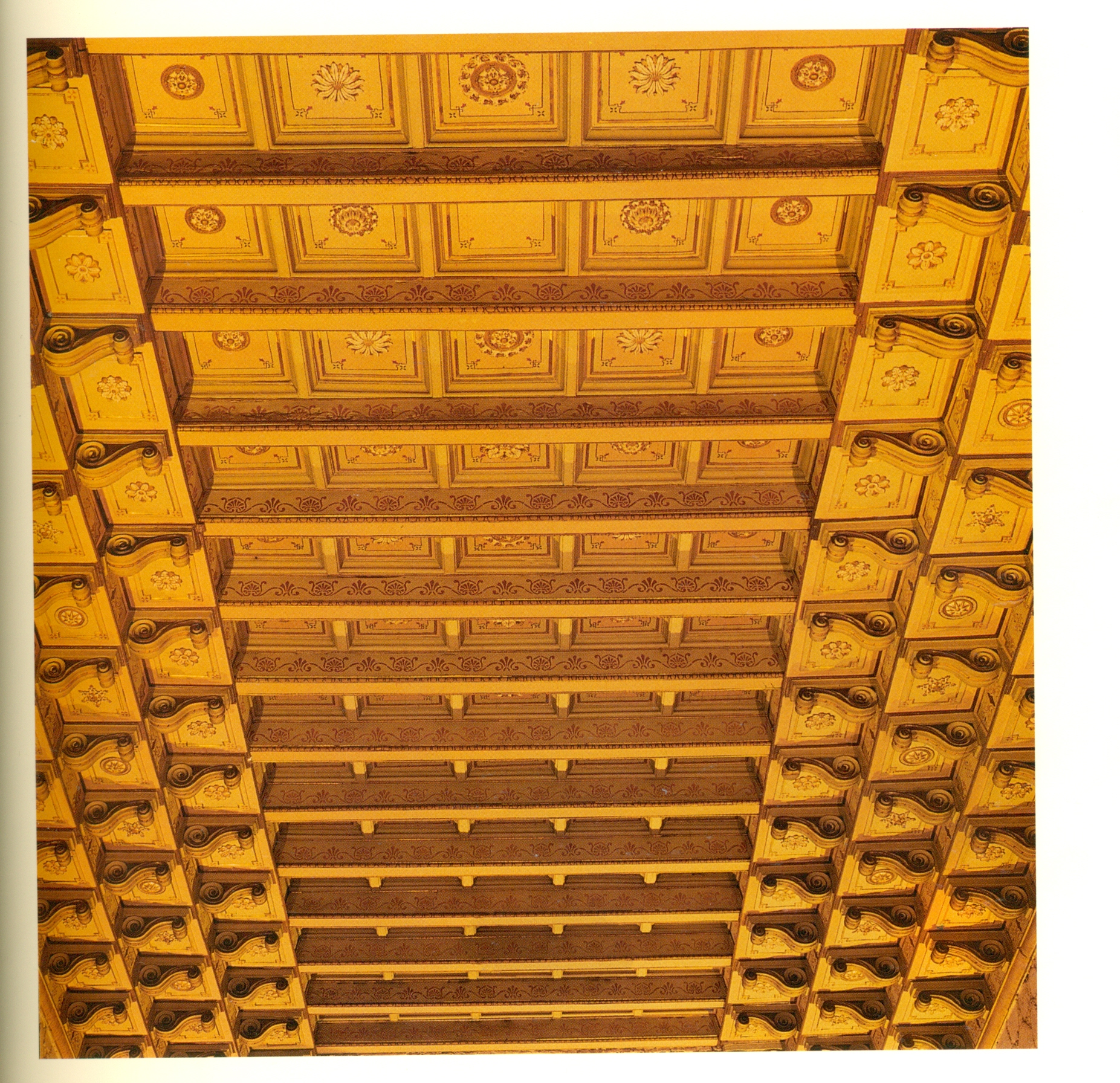